# Омелян Пугачов (фільм)
«Омелян Пугачов» (рос. «Емельян Пугачёв») — радянський художній фільм 1978 року, історична дилогія режисера Олексія Салтикова. Фільм включає в себе дві частини: «Невільники свободи» і «Воля, кров'ю омита».

## Сюжет
1773 рік. Донський козак Омелян Пугачов збирає навколо себе сподвижників і однодумців, назвавшись імператором Петром Федоровичем. Він очолює повстання, яке згодом переросло в повномасштабну війну, що охопила значну територію.
В ході бойових дій пугачовці взяли багато фортець, ряди повсталих поповнюються загонами козаків, кріпаків, заводських селян, втікачів каторжників. До них приєднується башкирська кіннота під проводом Салавата Юлаєва. Імператриця Катерина не може зібрати проти бунтівників значні сили, оскільки регулярна армія задіяна в триваючій російсько-турецькій війні.
У битві за Казань підполковник Міхельсон завдає пугачовцям нищівної поразки. У наступному значному бою загони повсталих остаточно розгромлені, і в результаті змови козацьких полковників Пугачова видають владі.

## У ролях
- Євген Матвєєв —  Омелян Пугачов
- Вія Артмане —  Катерина II
- Тамара Сьоміна —  Софія Пугачова
- Ольга Прохорова —  Устина Кузнецова
- Петро Глєбов —  Степан Федулов
- Борис Кудрявцев —  Максим Шигаєв  (озвучує  Станіслав Чекан)
- Григоре Грігоріу —  Чика Зарубін  (озвучує  Володимир Ферапонтов)
- Віктор Павлов — Мітька Лисов
- Борис Куликов —  Андрій Овчинников
- Костянтин Захарченко —  Іван Творогов
- Федір Одиноков —  Хлопуша
- Володимир Шакало —  дзвонар
- Борис Галкін —  Микита Строєв
- Вацлав Дворжецький —  Філарет
- Салават Кірєєв —  Салават Юлаєв
- Юрій Ільянов —  Кінзя Арсланов
- Геннадій Четвериков —  Бурнов
- Іног Аділ —  Ідорка
- Борис Плотников —  іконописець
- Володимир Борисов —  Ваня Почиталін
- Микола Волков —  Степан Оболяев
- Ігор Горбачов —  Микита Панін
- Анатолій Азо —  Григорій Орлов  (озвучує  Володимир Дружников)
- Юрій Волков —  князь Голіцин
- Степан Бубнов —  осавул Яковлєв
- Вілніс Бекеріс —  Міхельсон
- Юрій Меншагін —  Чернишов
- Сергій Голованов —  Петро Панін
- Сергій Габніа —  козак
- Олександр Жданов —  Павло Петрович
- Леонід Чубаров —  поручик
- Федір Нікітін —  камердинер
- Микола Юдін —  дід Гаврило

## Знімальна група
- Автор сценарію: Едуард Володарський
- Режисер:  Олексій Салтиков
- Оператор:  Ігор Черних
- Художник:  Стален Волков
- Композитор:  Андрій Ешпай